# مدرسة عبد الحميد شرف
مدرسة عبد الحميد شرف (أو AHSS) هو من أوائل المدارس الخاصة، المختلطة، والتي تلبي احتياجات مجموعة متنوعة من الطلاب الدوليين والمحليين الذين تتراوح صفوفهم بين k-12. وتقع هذه المدرسة في عمان، الأردن .  أسسها فريد وسو دحداح عام 1980. وقد سمي على اسم رئيس الوزراء السابق عبد الحميد شرف الذي توفي في ذلك الوقت.  تقدم المدرسة النظام الأمريكي والنظام البريطاني. اللغة الرئيسية للتدريس هي اللغة الإنجليزية بينما يتم تقديم اللغة العربية لمواضيع أخرى.  مدرسة عبد الحميد شرف هي مؤسسة فريدة وغير تقليدية. لديها العديد من الخصائص التي تجعلها مختلفة عن معظم المدارس.
كانت جلالة الملكة نور وسعادة السيدة ليلى شرف مفيدتين للغاية ومشجعتين على مر السنين. رعت جلالة الملكة برنامج تدريب منتسوري في المدرسة وقدمت المعدات والمواد لصف حضانة منتسوري في عام 1982، وهو الأول في المملكة. قدمت معالي السيدة ليلى شرف للمدرسة صندوقا كبيرا لإنشاء أول مكتبة لها. 
أسس الدكتور سو دحداح وزوجها المهندس فريد دحداح المدرسة عام 1980. كانت من بين المدارس العديدة الحديثة والخاصة وغير الأبرشية التي افتتحت في عمان ، الأردن في أوائل الثمانينيات. بدءًا من 18 طالبًا في فيلا صغيرة مستأجرة ، سرعان ما تجاوزت المدرسة الموقع وانتقلت إلى مبانيها الحالية في صيف عام 1991. تتسع المدرسة حاليًا لـ 800 طالب في رياض الأطفال حتى الصف الثاني عشر. 
تقع المدرسة في منطقة دير غبار الثرية في غرب عمان، على مقربة من السفارة الأمريكية والسفارة البريطانية والمدرسة الفرنسية. أسهل الطرق للوصول إلى المدرسة هي الخروج من طريق المطار السريع أو القدوم من الدوار السادس. 
تم إعادة اعتماد AHSS في ربيع 2019 من قبل Cognia المعروفة سابقًا باسم لجنة الرابطة المركزية الشمالية للاعتماد وتحسين المدارس (NCA CASI) وهي قسم من AdvancED.  من بين مزايا الاعتماد، يمكن لخريجي برنامج المدرسة الثانوية الأمريكية في AHSS الحصول على معادلة لشهادتهم المدرسية من وزارة التربية والتعليم الأردنية. المعادلة ضرورية للطلاب الذين يخططون للقيام بدراساتهم الجامعية في الأردن.  AHSS هي عضو مشارك في مجلس مدارس الشرق الأوسط وجنوب آسيا للمدارس الخارجية (NESA). الدكتورة سو دحداح عضو منذ عام 1971 بينما AHSS عضو منذ عام 1980. يحضر ممثلو المدرسة المؤتمرات السنوية للإداريين والمعلمين التي تنظمها NESA في جميع أنحاء منطقة الشرق الأدنى وجنوب آسيا. 
يرتدي الزي الموحد من الصفوف من الأول إلى السابع، ويتكون من سروال أو كولوت أزرق كحلي، وقمصان بيضاء، وسترات زرقاء داكنة أو فيروزية. يتم ارتداء أربطة العنق والأوشحة للمناسبات الرسمية. للتربية البدنية، يتم ارتداء تي شيرت المدرسة البيضاء والسراويل القصيرة وبدلة التدريب. الزي غير مطلوب للطلاب في الصفوف من الثامن إلى الثاني عشر على الرغم من أن قواعد اللباس سارية. 

## مرافق
يقع مبنى المدرسة وأرضها على مساحة ستة دونمات ونصف (1 فدان).
تشمل المرافق:
• خمس وعشرون غرفة دراسية.
• مختبرا كمبيوتر.
• غرفة مصادر اللغة.
• مكتبة.
• قاعة محاضرات.
• غرفة الموسيقى.
• غرفة الفن.

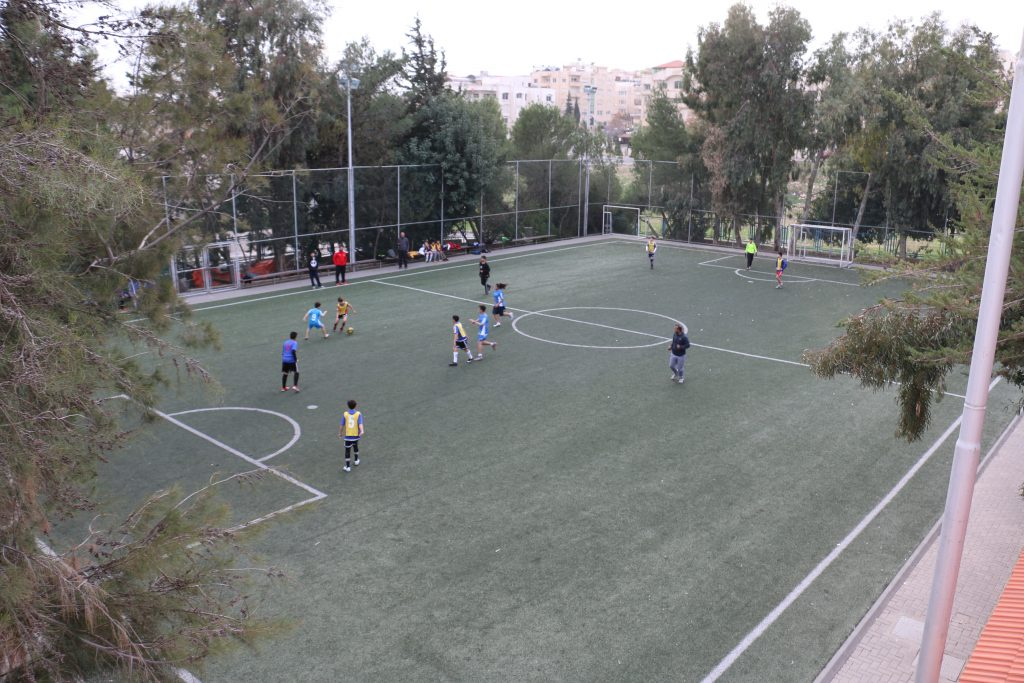
تدريب كرة القدم بعد المدرسة في مدرسة عبد الحميد شرف.

• معامل الفيزياء والكيمياء والبيولوجيا.
• مركز التربية الخاصة.
• ورشة التدريب المهني والنجارة.
• غرفة الاقتصاد المنزلي.
• ملاعب كرة القدم وكرة السلة وكرة الطائرة.
• ملاعب المدرسة الابتدائية.
• مكتبة، ومتجر موحد ومقصف.

## منهاج دراسي
تدرس المدرسة منهجين:
- يتم تدريس المناهج الأمريكية التي تعد الطلاب لكتابة اختبار الكفاءة الدراسية ( SAT ) واختبارات الكفاءة الدراسية (SAT II). يستهدف هذا المنهج الطلاب الذين هم من الولايات المتحدة ويخططون للعودة إلى هناك لإكمال تعليمهم بعد الثانوي. على الرغم من أن الجامعات الأردنية تعترف بإكمال SAT وعلامات النجاح في اختبارات SAT و SAT II كدليل على التعليم الثانوي، إلا أنه لا يُنظر إليه بشكل إيجابي.
- يتم تدريس منهج الشهادة العامة الدولية للتعليم الثانوي (IGCSE) أيضًا. هذا يهيئ الطلاب لامتحانت مستويات O وA المعترف بها دوليا كدليل على التعليم الثانوي. تعترف علامات النجاح في امتحانات المستوى O وA بأنها إكمال التعليم الثانوي في معظم الجامعات الأردنية. غالبًا ما يتم اختيار هذا المنهج من قبل الطلاب الذين يخططون للاستمرار في التعليم بعد الثانوي خارج الأردن أو في جامعة أردنية تدرس باللغة الإنجليزية.

## روابط خارجية
- موقع المدرسة